# Morris Light Reconnaissance Car
Morris Light Reconnaissance Car (или Morris LRC) — британский лёгкий бронеавтомобиль для разведки, выпускавшийся компанией Morris Motors Limited и использовавшийся британцами во время Второй мировой войны.
Группа Nuffield была привлечена к производству легких разведывательных машин компаниями Standard Motor Company (Beaverette) и Humber (Humber LAC, также известной как «Humberette»).
Машина имела необычное внутреннее устройство: экипаж из трех человек сидел бок о бок с водителем посередине, член экипажа в небольшой многогранной башне с ручным пулемётом Bren справа, а ещё один с противотанковым ружьем Boys (устанавливается в кронштейнах в люках на крыше корпуса) и доступом
к радиостанции установлен слева. С 1940 по 1944 год было построено более 2200 штук.
Машина использовалась в кампаниях в Северной Африке, Италии и в Северо-Западной Европе. Некоторые служили в полку Королевских ВВС, другие были переданы польским частям.
Одна из уцелевших машин выставлена в Имперском военном музее Даксфорда, другая — в Танковом музее в Бовингтоне, а третья — в Военном музее в Порт-Диксоне, Малайзия.

## Варианты

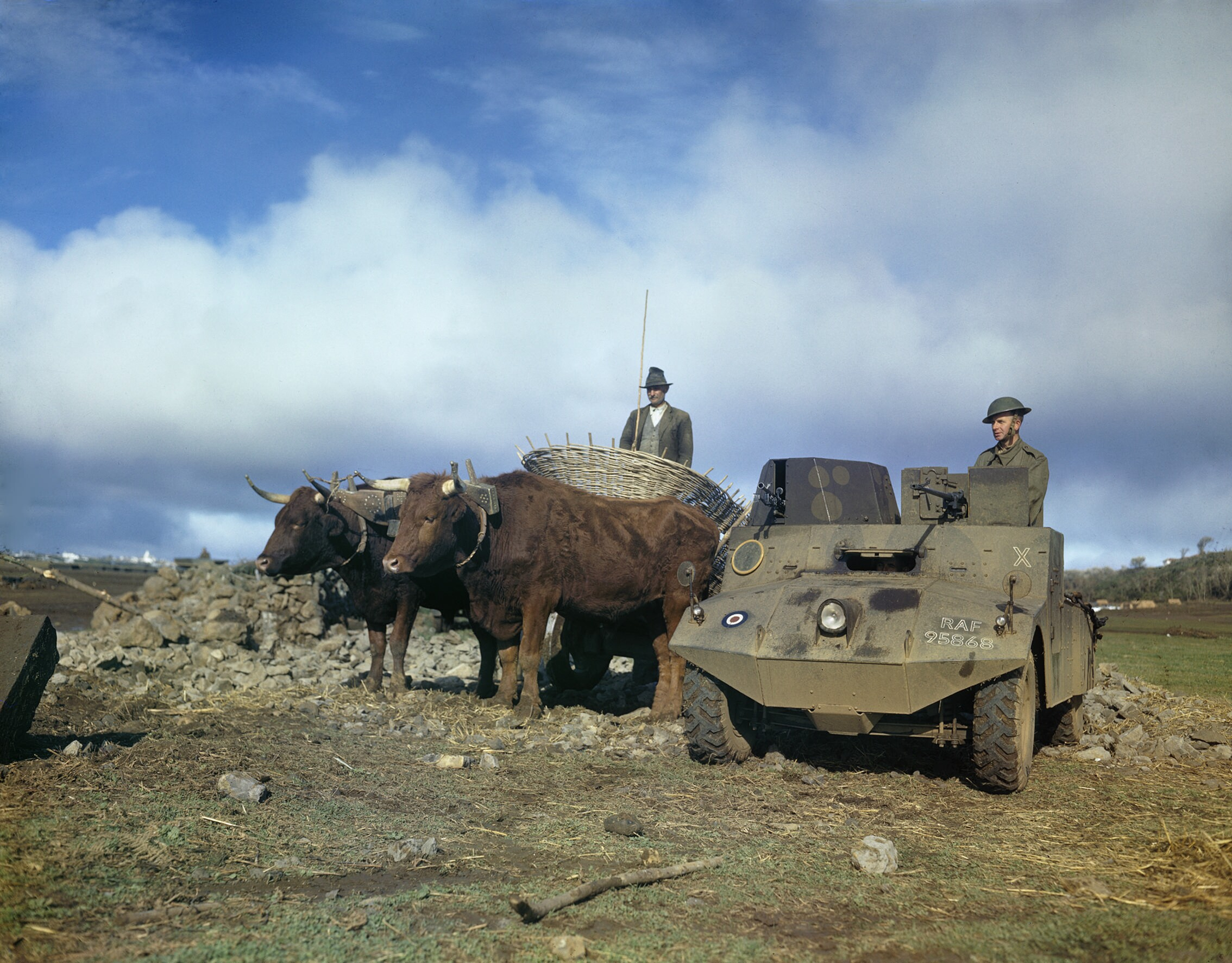
версия Morris LRC с башней сверху.

### Mk I
Оригинальная версия.

### Mk I OP
Вариант поста наблюдения. Нет башни. Оснащен двумя дальномерами.

### Mk II
Шасси 4x4.

### Morris Experimental Tank
Имел две башни. Так и не дошел до производства.

### Firefly
Эксперимент Морриса по использованию 6-фунтовых орудий периода до того, как танки стали доступны для их установки. В передней части корпуса устанавливалась 57-мм противотанковая пушка QF 6 pounder. Он был отклонен.

### Salamander
Узкая двухместная версия Morris LRC с башней сверху. Прототип был построен, но в производство не попал.

### Glanville Fighter Car
Одноместная версия Morris Light Reconnaissance Car с двумя стационарными пулемётами. Прототип создан, но производства не было.